# Мост Кючюкчекмедже

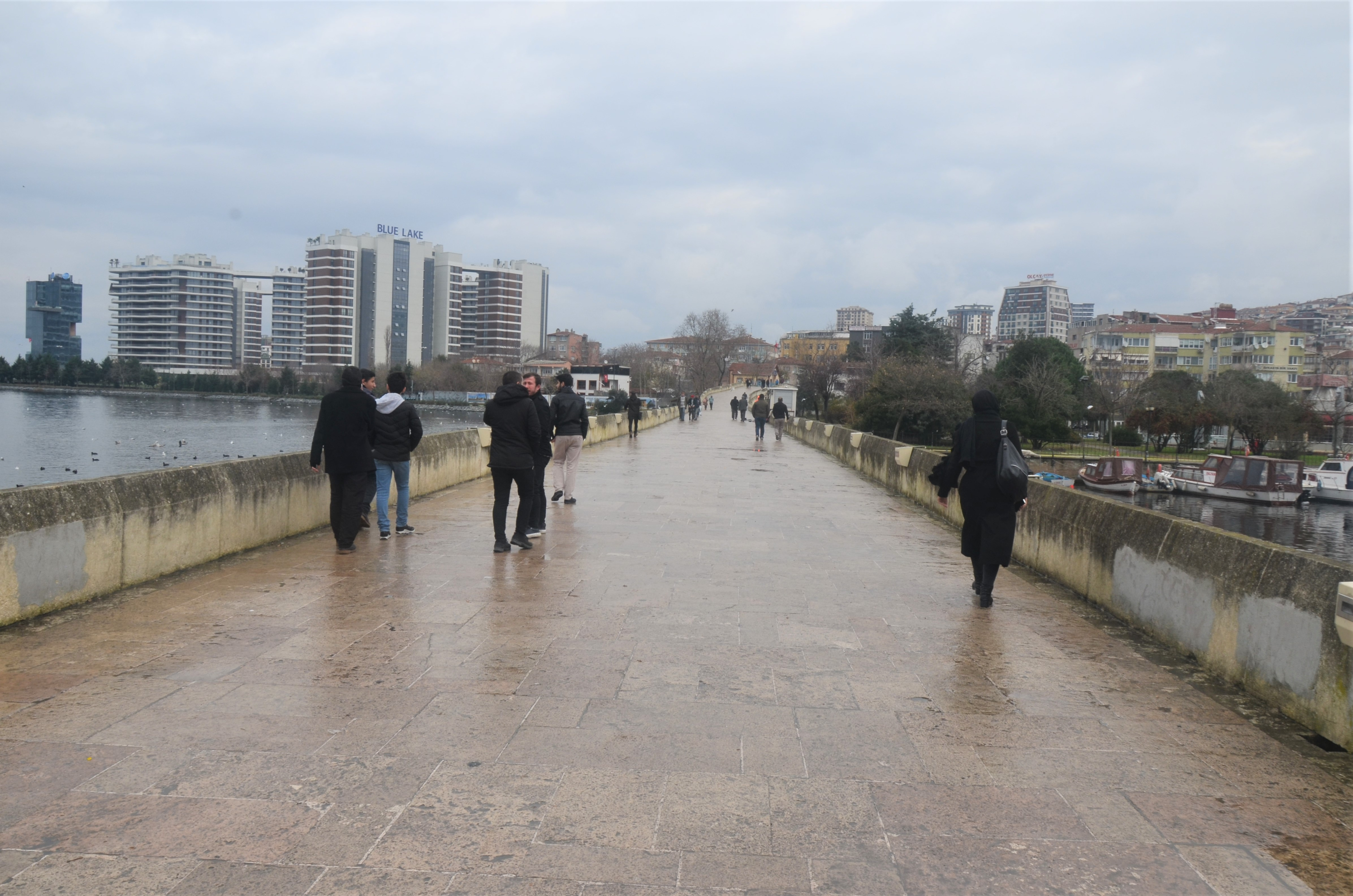
Прохожие на мосту Кючюкчекмедже

Мост Кючюкчекмедже (тур. Küçükçekmece Köprüsü), также известный как Мост Кючюкчекмедже Мимар Синан, — каменный арочный мост в районе Кючюкчекмедже в Стамбуле (Турция). Он был построен османским архитектором Мимаром Синаном в 1560 году.

## История
На месте нынешнего моста ранее стоял каменный мост, возведённый в 558 году по распоряжению византийского императора Юстиниана I, правившего в 527—565 годах. Его впоследствии заменил новый каменный мост, построенный при византийском императоре Василии I Македонянине, правившем в 867—886 годах. Он разрушался постепенно, серьёзно пострадав от землетрясений и военных действий. Османский же мост, сохранившийся до нынешних времён, был построен главным архитектором Мимаром Синаном (ок. 1488/1490-1588) во время правления османского султана Сулеймана I Великолепного (правил в 1520—1566 годах).

## Описание
Мост Кючюкчекмедже находится на юго-восточном берегу озера Кючюкчекмедже в устье ручья, который вытекает из озера Кючюкчекмедже и впадает в Мраморное море. Он тянется в направлении с севера на юг. Каменный мост обладает 13 арками длиной 227 м и шириной в среднем 7 м. Его высота колеблется в пределах от 1,35 до 8,50 м. На своей середине мост проходит через островок, который используется в качестве городского парка. Самое высокое место асимметричного моста расположено на севере, им является крупнейшая и последняя (на северном конце моста) арка.

## Реконструкции
Мост реконструировался дважды — в 1735 и 1861 годах. Во время Второй мировой войны он был расширен. В 1996 году мост реставрировался муниципальными властями в рамках проекта, одобренного Советом по сохранению культурных и природных ценностей Стамбула. Последняя на нынешнее время реставрация исторического моста была закончена в 2008 году после трёх лет работ, стоивших 1,3 миллиона турецких лир (около 0,85 миллиона долларов США). В ходе этой реставрации выяснилось, что мост имеет 13 арок вместо 12, как считалось ранее.